# ادوارد ژوزف دانتان

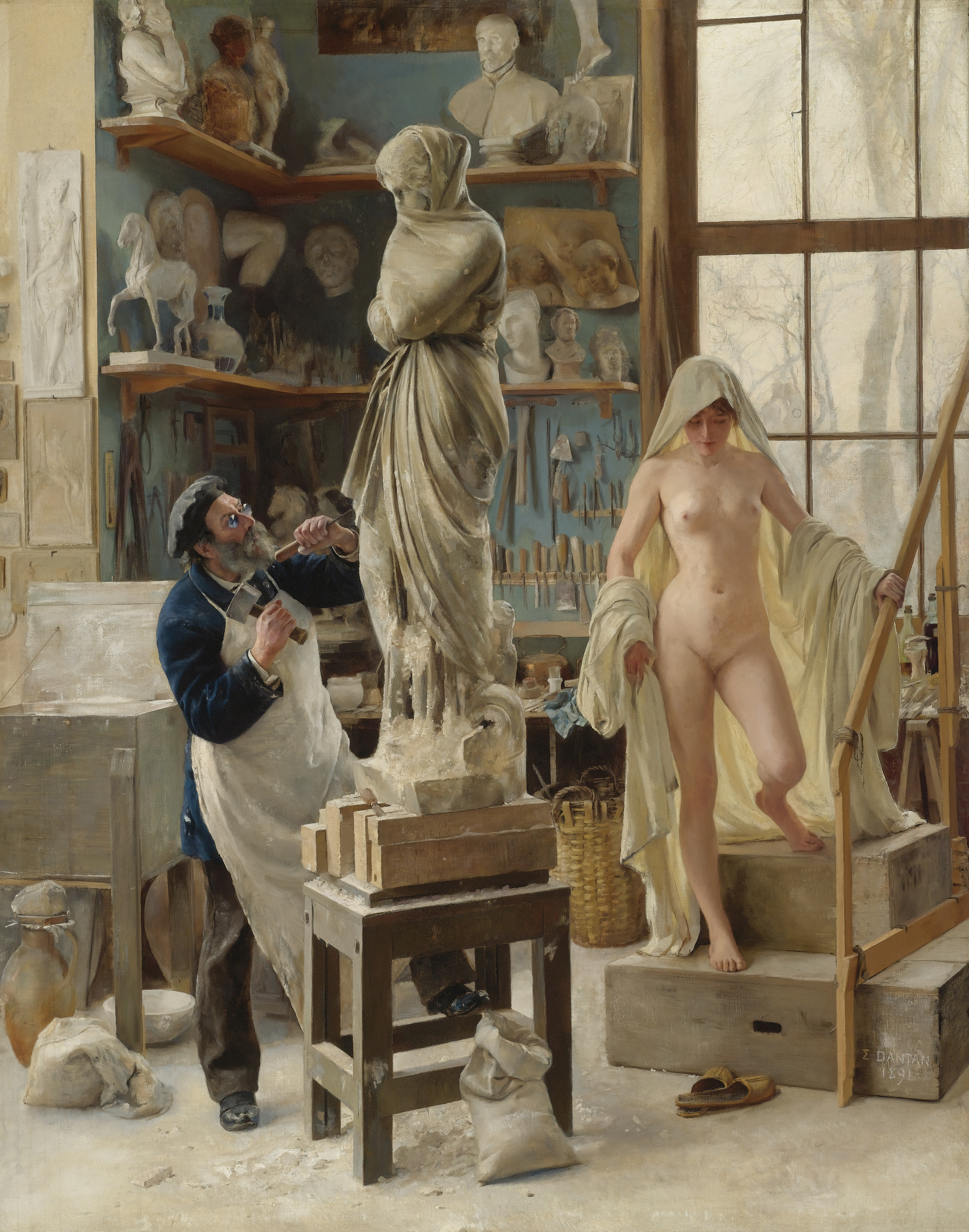
بازسازی تندیس، نام اثری است از ادوارد ژوزف دانتان به‌سال ۱۸۹۱ میلادی از یک کارگاه پیکرتراشی در فرانسه.

ادوارد ژوزف دانتان (به فرانسوی: Édouard Joseph Dantan) یک نقاش فرانسوی سبک کلاسیک بود. پدر و عموی او از تندیس‌گران برجستهٔ فرانسه بودند.

## نگارخانه

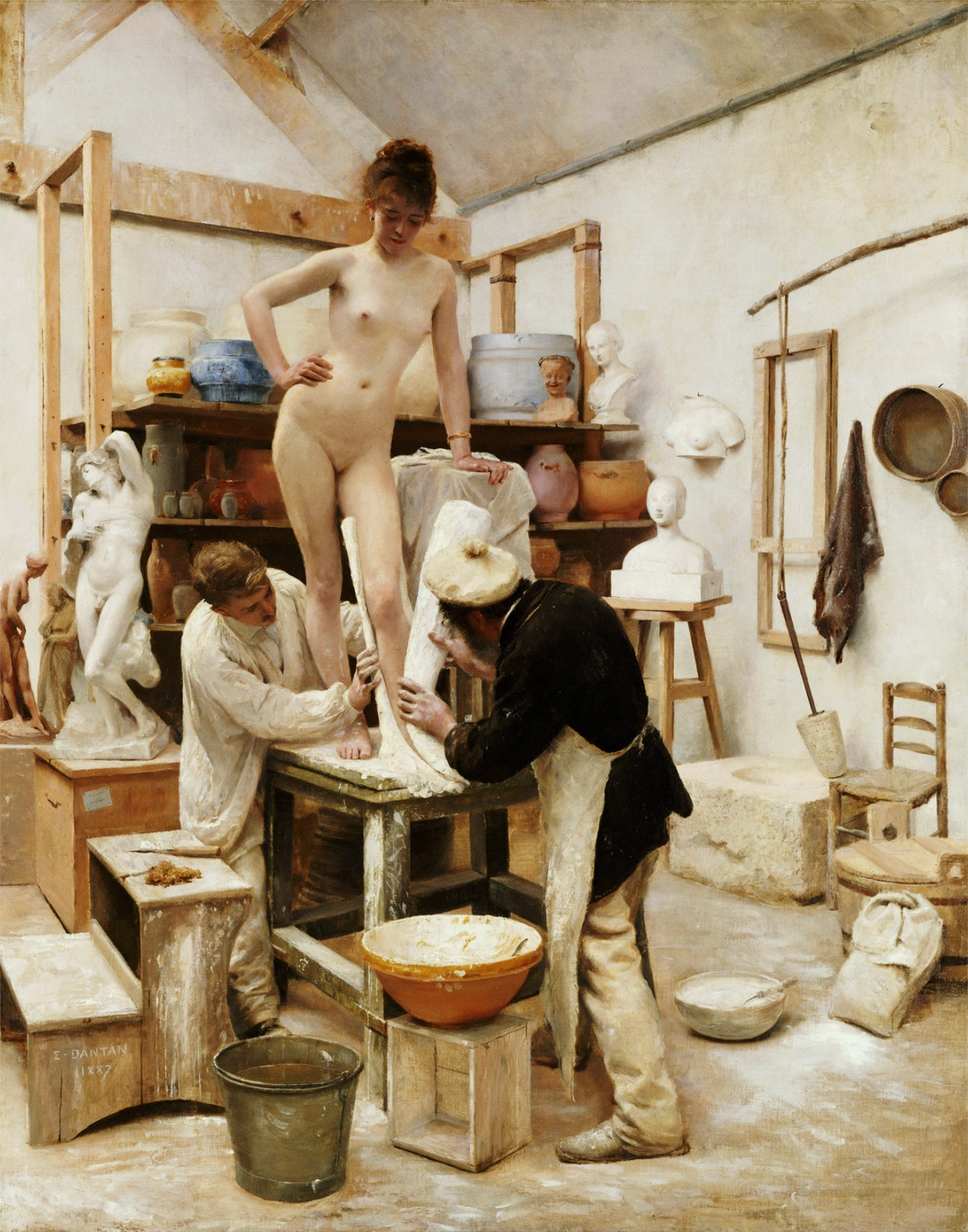
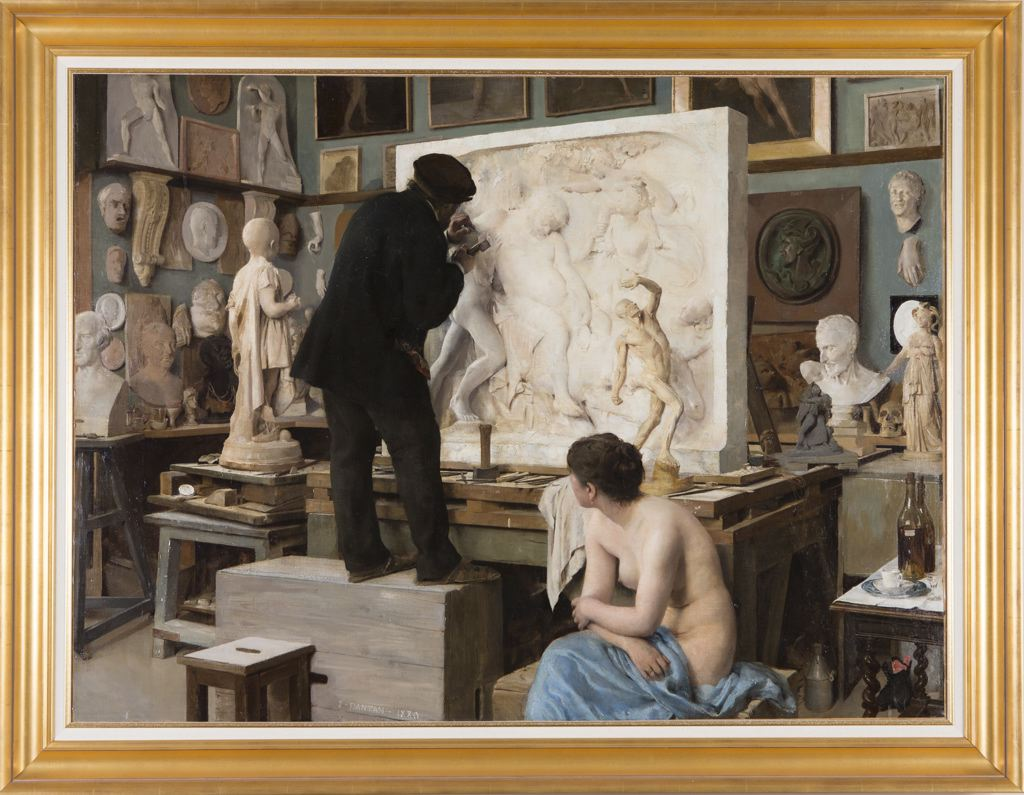
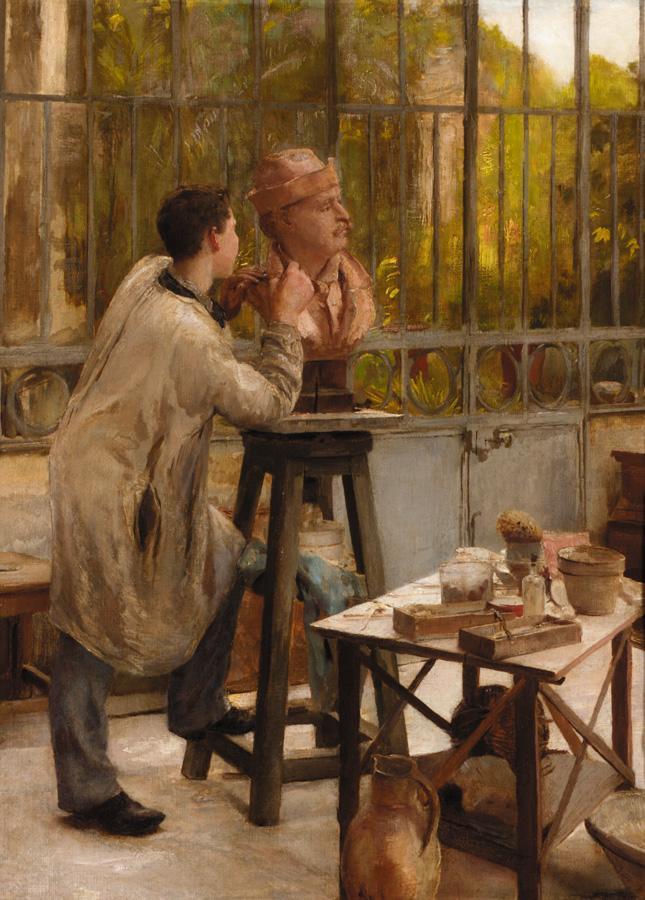